# Ozarba choruba
Ozarba choruba là một loài bướm đêm trong họ Noctuidae.